# Olympus OM-2
Olympus OM-2 — профессиональный малоформатный однообъективный зеркальный фотоаппарат фирмы Olympus. Разработка камеры основывалась на предыдущей модели OM-1. Прототип был представлен на выставке Photokina'74, а в 1975 фотоаппарат уже появился в продаже. Вторая профессиональная модель семейства Olympus OM.
OM-2 был оснащён системой автоматического замера экспозиции. На этой камере впервые в мире была применена система TTL-экспозамера на основе света отражённого от фотоплёнки. Это позволило контролировать экспозицию во время экспонирования. Основными режимами камеры были приоритет диафрагмы и ручной.
Для камеры выпускалось:
- 14 различных сменных фокусировочных экранов;
- 4 моторизированных привода;
- Парк объективов более чем из 30 наименований;
- 4 макровспышки;
- Набор насадок для окуляра;
- 4 задника.

## Модификации

### ОМ-2
Выпускался в период с 1975 по 1978.

### ОМ-2n
Выпускался в период с 1979 по 1983.

### ОМ-2SP
Выпускался в период с 1983 по 1988. Является упрощённым вариантом камеры OM-4. В ней присутствует точечный замер и программный режим работы.